# Prince of Belvedair
Prince of Belvedair (englisch für Prinz von Belvedair) ist das zweite Soloalbum des deutschen Rappers Kay One. Es wurde am 2. März 2012 als Standard- und Premium-Edition über Bushidos Label ersguterjunge veröffentlicht.

## Produktion
Die Beats für das Album wurden größtenteils von dem Produzenten-Duo Beatzarre und Djorkaeff produziert.

## Covergestaltung
| Professionelle Bewertungen | Professionelle Bewertungen |
| -------------------------- | -------------------------- |
| Kritiken                   |                            |
| Quelle                     | Bewertung                  |
| laut.de                    | [ 1 ]                      |
| rap.de                     | [ 2 ]                      |
| rappers.in                 | [ 3 ]                      |

Das Albumcover der Standard-Edition zeigt Kay One mit Sonnenbrille und rotem Cap auf einem vergoldeten, roten Thron sitzend. Der Hintergrund ist in schwarz gehalten und wird von einer goldenen Verzierung begrenzt. Am oberen Bildrand stehen die Schriftzüge Kay One und Prince of Belvedair in gold bzw. weiß. Auf dem Cover der Premium-Edition sitzt der Rapper mit Sonnenbrille auf einem schwarzen Ledersessel. Hintergrund und Schriftzüge gleichen denen der Standard-Edition. Lediglich der Schriftzug Premium Edition wurde in gold hinzugefügt.

## Gastbeiträge
Auf acht bzw. zehn Liedern des Albums befinden sich Gastbeiträge anderer Künstler. Im Refrain des Songs I Need a Girl Part 3 ist der US-amerikanische R'n'B-Sänger Mario Winans zu hören. Kay Ones Labelchef Bushido rappt auf den Stücken Lagerfeld Flow und Boss. Der neu bei ersguterjunge unter Vertrag stehende Rapper Shindy hat Gastauftritte bei den Titeln Sportsfreund, Lagerfeld Flow und Villa auf Hawaii, während Kay One bei Prince of Belvedair, Rain on You, Reich & schön sowie Das war's von dem deutschen R'n'B-Sänger Emory unterstützt wird. Außerdem tritt Rapper und Box-Promoter Benny Blanko bei Unter Palmen in Erscheinung. Im Intro sowie im Outro spricht Kay One mit einem seiner Produzenten Beatzarre.

## Titelliste
| #  | Titel                     | Gastmusiker         | Produzenten          | Länge |
| -- | ------------------------- | ------------------- | -------------------- | ----- |
| 1  | Intro                     | Beatzarre           |                      | 2:14  |
| 2  | Prince of Belvedair       | Emory               | Abaz, 3nity          | 3:38  |
| 3  | Besser im Bett            |                     | Abaz                 | 3:06  |
| 4  | Rain on You               | Emory               | Beatzarre, Djorkaeff | 3:00  |
| 5  | Herz aus Stein            |                     | Beatzarre, Djorkaeff | 3:49  |
| 6  | Sportsfreund              | Shindy              | Beatzarre, Djorkaeff | 3:04  |
| 7  | Zeiten ändern sich - Skit | Bushido             |                      | 1:52  |
| 8  | P1                        |                     | Beatzarre, Djorkaeff | 3:17  |
| 9  | I Need a Girl (Part III)  | Mario Winans        | Beatzarre, Djorkaeff | 3:25  |
| 10 | An Tagen wie diesen       |                     | Beatzarre, Djorkaeff | 5:12  |
| 11 | Lagerfeld Flow            | Bushido & Shindy    | Beatzarre, Djorkaeff | 3:24  |
| 12 | Reich & schön             | Emory               | Beatzarre, Djorkaeff | 2:49  |
| 13 | Waschraum - Skit          | Spongebob           |                      | 2:14  |
| 14 | Renate                    |                     | Beatzarre, Djorkaeff | 3:57  |
| 15 | Das Spiel                 | Emory               | Beatzarre, Djorkaeff | 3:29  |
| 16 | Boss                      | Bushido             | Beatzarre, Djorkaeff | 2:59  |
| 17 | Unter Palmen              | Benny Blanko        | Beatzarre, Djorkaeff | 4:04  |
| 18 | Ich liebe euch            |                     | Beatzarre, Djorkaeff | 3:24  |
| 19 | Auf mich!                 |                     | Beatzarre, Djorkaeff | 3:26  |
| 20 | Outro                     | Beatzarre & Bushido |                      | 4:09  |

Bonussongs der Premium-Edition:
| # | Titel             | Gastmusiker | Produzenten          | Länge |
| - | ----------------- | ----------- | -------------------- | ----- |
| 1 | Kleines Miststück |             | Beatzarre, Djorkaeff | 2:59  |
| 2 | Das war's         | Emory       | Beatzarre, Djorkaeff | 3:58  |
| 3 | Villa auf Hawaii  | Shindy      | Beatzarre, Djorkaeff | 3:46  |

## Inhalte der Lieder

### Intro
Im Intro wird die Geschichte des Albums eingeleitet.
Ein fremder Mann steht vor der Tür. Als Glöckler die Tür öffnet, erzählt der Mann, wessen Name Vincent Stein (Beatzarre) ist, dass er Erbe des Adelsgeschlechts Belvedair sei.
Der König wäre schwer krank und würde nicht mehr lange leben. Glöckler willigt ein, nachdem er sich noch erkundigte, was nun mit seiner Musik passieren soll.

### Prince of Belvedair
Bei Prince of Belvedair, welcher der Titelsong des Albums ist, bekommt Kay One Unterstützung von dem Sänger Emory.
Der Text geht wie im größten Teil des Albums über Glöckler selbst. Mode-Marken wie Chanel, Moncler und Louis Vuitton kommen im Text des Songs vor.
Außerdem wird der Designer Christian Dior im Text erwähnt.

### Rain On You
Rain On You ist ein typischer Party-Track.
Der Song, welcher auf der B-Seite von der Single I Need A Girl (Part 3) war, wird wieder
in der Hook von dem Hamburger Sänger Emory gesungen. Außerdem wurde zu Rain On You ein Musikvideo auf YouTube veröffentlicht,
welches bis heute knapp 4 Millionen Aufrufe vorweisen kann.

### I Need a Girl (Part III)
I Need a Girl (Part III) ist die Schlussfolgerung der Vorgänger I Need A Girl (Part One) und I Need A Girl (Part Two).
Der Song ist die erste Singleauskopplung des Albums. Als Feature-Gast ist der US-amerikanische Sänger Mario Winans vertreten, welcher auch bei I Need A Girl (Part Two) dabei war.
Die Single schaffte es in Deutschland bis auf Platz 29. Das zum Song veröffentlichte Musikvideo erreichte bis heute über 9 Millionen Aufrufe.

### Boss
Boss ist der zweite Song, bei dem der Rapper Bushido einen Gastauftritt hat.
Der Song ist eine Art Battle-Track, was für viele Songs der Rapper Bushido und Kay One typisch ist.
Bushido äußert sich im Song gegen die Kritik, die um seinen Bambi für Integration aufkam:
„Ich lache über eure Antipathie und dass sich jeder fragt, ob ich einen Bambi verdien.“

### Outro
Im Outro besucht Bushido Glöckler im Krankenhaus.
Es stellt sich schnell heraus, dass Kay One wegen zu vielem Alkoholkonsum ins Krankenhaus eingeliefert wurde und die Geschichte des Albums nur träumte.
Als er aufwacht, ist er immer noch nicht ganz bei klaren Gedanken.

## Chartplatzierungen und Singles
Prince of Belvedair stieg in der 12. Kalenderwoche des Jahres 2012 auf Platz 4 in die deutschen Charts ein und hielt sich elf Wochen in den Top 100.
Als erste Single zum Album wurde am 17. Februar 2012 der Song I Need a Girl (Part III) veröffentlicht, bereits am 12. Februar erschien ein dazugehöriges Video im Internet. Das Lied stieg auf Platz 29 in die deutschen Charts ein und hielt sich 8 Wochen in den Top 100. Außerdem erschien am 5. März 2012 ein Video zum Lied Rain on You.